# Bertram Clements
Bertram Arthur Clements (1º dicembre 1913 – Great Yarmouth, luglio 2000) è stato un calciatore inglese, di ruolo attaccante.

## Carriera

### Nazionale
Venne convocato nella Nazionale britannica che partecipò ai Giochi olimpici del 1936. Giocò la seconda delle due partite che disputò il Regno Unito nella quale la sua Nazionale perse 5-4 contro la Polonia, segnò il gol del temporaneo 1-0.